# 6,5 × 55 мм
6,5×55 мм (6.5×55 Swedish) — винтовочный патрон, разработанный совместно Швецией и Норвегией.
В 1890-е годы во время перевода стрелкового оружия на патроны с бездымным порохом произошло резкое уменьшение его калибра. Если большинство государств приняли за стандарт патроны калибра 7,62—8 мм, то ряд стран ввёл меньший калибр: 6,5 мм. Среди них были Швеция и Норвегия.
Патрон, получивший название 6,5×55 мм, был разработан совместной шведско-норвежской комиссией. В настоящее время он не имеет военного применения и, соответственно, не имеет военного индекса, будучи известен под коммерческим названием «6,5×55 мм шведский» (англ. 6,5×55 mm Swedish) или «6,5×55 мм шведский „Маузер“» (англ. 6,5×55mm Swedish Mauser). Как подчёркивают специалисты, данное название не соответствует высокой роли, которую сыграла в его разработке норвежская сторона. Так, в Норвегии этот патрон был принят на вооружение в 1894 году, причём в этой стране фирмой «Краг» было произведено около 250 тыс. военных винтовок под него.
Патрон использовался в боевых действиях Второй мировой войны. Винтовки под этот патрон были постепенно сняты с вооружения в 1950-е годы, хотя снайперское оружие под него оставалось на вооружении до начала 1980-х. Оружие калибра 6,5×55 мм даже в настоящее время можно встретить у шведских военнослужащих, выполняющих церемониальные функции королевской охраны (недоступная ссылка).
В настоящее время патрон 6,5×55 мм имеет исключительно гражданское применение. Он довольно широко распространён в странах Западной Европы, где с успехом используется охотниками для стрельбы по дичи мелкого и среднего размера. В США, по одним источникам, он известен значительно меньше, возможно потому, что его нишу там занимает патрон американского происхождения 260 Remington. Другие авторы, напротив, подчёркивают, что патрон 6,5×55 мм пользуется большим вниманием стрелков-любителей, в США этот патрон производится в недостаточном количестве.
Патрон 6,5×55 мм отличает хорошая кучность и очень настильная траектория пули, что повышает его ценность как патрона для спортивной стрельбы. Утверждается, что в своём классе по этим показателям патрон не имеет себе равных. После Второй мировой войны, когда на американский рынок попало большое количество списанных шведских военных винтовок под этот патрон, они чрезвычайно высоко ценились стрелками и охотниками

## Оружие под патрон
- Mauser M1896 — шведская винтовка;
- Краг-Йоргенсен — норвежская винтовка;
- Браунинг M1918 — пулемёт;
- Тикка — финский карабин.